# Diepholz
Pour les articles homonymes, voir Diepholz (homonymie).
Diepholz est une ville allemande située en Basse-Saxe et chef-lieu de l'arrondissement de Diepholz.

## Géographie

### Situation géographique
Diepholz est située à peu près à égale distance de Brême (65 km au nord-est), Oldenbourg (70 km au nord-ouest) et Osnabrück (50 km au sud-ouest).

## Quartiers
- Aschen

## Jumelages
- Thouars (France)
- Starogard Gdański (Pologne)

## Personnalités liées à la ville
- Rodolphe de Diepholt y est né avant 1400.
- Georg Moller y est né en 1784.
- Zygfryd Kuchta y est né en 1944.
- Louis-Ferdinand Céline y séjourne un an (1907/1908) ; alors adolescent (13-14 ans), ses parents l'ont envoyé là-bas pour perfectionner son allemand.